# جيرالد جاي فورد
جيرالد جاي فورد (بالإنجليزية: Gerald J. Ford)‏ هو مصرفي أمريكي، ولد في 1945 في بامبا في الولايات المتحدة.

## وصلات خارجية
- جيرالد جاي فورد على موقع إن إن دي بي (الإنجليزية)